# Хоболд, Франк
Фрэнк Отто Хоболд (23 марта 1906 года, Юнион-Сити, Нью-Джерси, США — март 1985 года, Ридгефилд, Нью-Джерси, США) — бывший американский гимнаст, участниклетних Олимпийских игр 1928, летних Олимпийских игр 1932 и летних Олимпийских игр 1936. Хоболд Франк и его жена, Ирма, были первой супружеской парой, принимавшей участие в соревнованиях на одной Олимпиаде.

## Биография
Фрэнк Отто Хоболд родился 23 марта 1906 года в городе Юнион-Сити, Нью-Джерси.
Долгое время он работал продавцом текстиля в одной компании.
Как гимнаст, Хоболд тренировался в спортивном клубе Swiss Turnverein в Юнион-Сити. В 1931—1932 годах был чемпионом США в многоборье, выигрывал соревнования на брусьях и коне. Завоевал медали налетних Олимпийских играх 1932 года в командных соревнованиях и в упражнениях на коне.
Хоболд был женат на Ирме Хоболд, которая была также родом из Юнион-Сити. Они были первой семейной парой, принимавшей участие в одной Олимпиаде.
Хоболд умер в марте 1985 года в городе Риджфилд, Нью-Джерси.